# Сен-Медар-ла-Рошет
Сен-Меда́р-ла-Роше́т (фр. Saint-Médard-la-Rochette) — коммуна во Франции, находится в регионе Лимузен. Департамент коммуны — Крёз. Входит в состав кантона Шенерай. Округ коммуны — Обюссон.
Код INSEE коммуны — 23220.

## Население
Население коммуны на 2010 год составляло 570 человек.
| 1962 | 1968 | 1975 | 1982 | 1990 | 1999 | 2010 |
| ---- | ---- | ---- | ---- | ---- | ---- | ---- |
| 654  | 881  | 781  | 691  | 626  | 608  | 570  |

## Экономика
В 2010 году среди 331 человека трудоспособного возраста (15—64 лет) 235 были экономически активными, 96 — неактивными (показатель активности — 71,0 %, в 1999 году было 67,4 %). Из 235 активных жителей работали 213 человек (124 мужчины и 89 женщин), безработных было 22 (10 мужчин и 12 женщин). Среди 96 неактивных 16 человек были учениками или студентами, 39 — пенсионерами, 41 были неактивными по другим причинам.